# Il mio cavallo bianco
Il mio cavallo bianco (1973) è il 21º album di Domenico Modugno.

## Il disco
È l'ultimo album pubblicato dal cantautore pugliese per la RCA Italiana, contenente otto brani inediti e due provenienti dal long playing precedente Tutto Modugno.
La canzone L'anniversario, scritta da Modugno con Iaia Fiastri, fu utilizzata  l'anno successivo dallo stesso Modugno per la campagna referendaria a favore del divorzio condotta dal PSI.
Il brano Mackie Messer proviene da L'opera da tre soldi di Bertolt Brecht, nel cui allestimento italiano, diretto da Giorgio Strehler, Modugno interpretava l'omonimo personaggio.
Questo album non è mai stato ristampato in CD, e ancora oggi molte sue tracce non sono state incluse neanche nelle varie antologie.

## Musicisti
- Piero Pintucci e la sua orchestra (tracce 1/2/3/4/5/6/8/9)
- Silvano Chimenti: chitarra solista (tracce 7/10)

## Tracce
LATO A
1. L'anniversario
2. Direttissimo proveniente da...
3. Mackie Messer
4. Come un tiranno
5. Cavallo bianco

LATO B
1. Appendi un nastro giallo
2. E dio creò la donna
3. Noi lo chiamavamo amore
4. Sei una rompiscatole
5. Un pagliaccio in paradiso